# Sumberkemuning
Sumberkemuning is een bestuurslaag in het regentschap Bondowoso van de provincie Oost-Java, Indonesië. Sumberkemuning telt 3975 inwoners (volkstelling 2010).